# Алессандро Діаманті
Алессандро Діаманті (італ. Alessandro Diamanti, нар. 2 травня 1983, Прато) — італійський футболіст, атакувальний півзахисник клубу «Ліворно».

## Клубна кар'єра
Народився 2 травня 1983 року в місті Прато. Вихованець юнацьких команд футбольних клубів «Санта Лучія» та «Прато».
У дорослому футболі дебютував 1999 року виступами за команду клубу «Прато», гравцем якої лишався до 2004 року. За цей час юний гравець встиг також пограти на умовах оренди у низці команд нижчих ліг італійського чемпіонату.
Влітку 2004 року перейшов до команди «АльбіноЛеффе». Провів у цій команди, що брала участь в змананнях другої за силою ліги країни, Серії B, півтора сезони. Після цього ще на півтора сезони повернувся до «Прато», грав у четвертій за силою Серії C2.
2007 року відбулася поворотна для подальшої кар'єри гравця подія — у його послугах зацікавився клуб «Ліворно». Відіграв за клуб з Ліворно наступні два сезони своєї ігрової кар'єри, у тому числі один в елітній Серії A. Більшість часу, проведеного у складі «Ліворно», був основним гравцем команди.
Протягом 2009—2011 років захищав кольори англійського «Вест Хем Юнайтед» та «Брешії».
До складу клубу «Болонья» приєднався 2011 року. У своєму дебютному сезоні у новому клубі відіграти за болонської команду 30 матчів в Серії A. Згодом ще протягом 1,5 сезонів був основним гравцем команди. У лютому 2014 року перейшов за 6,9 мільйонів євро до провідного китайського клубу «Гуанчжоу Евергранд».
На початку 2015 року повернувся до Італії, приєднавшись на умовах оренди до «Фіорентіни».
В серпні 2015 року гравець був відданий в оренду в англійський «Вотфорд».

## Виступи за збірну
17 листопада 2010 року дебютував в офіційних матчах у складі національної збірної Італії товариською грою проти збірної Румунії. По тому до лав збірної довгий час не викликався. Втім наприкінці травня 2012 року гравця, що практично не мав досвіду виступів за національну збірну, було включено до її заявки для участі у фінальній частині чемпіонату Європи 2012 року. На цьому турнірі у трьох матчах виходив на заміну. Згодом до кінця 2013 року досить регулярно залучався до лав збірної.
| Дата       | Місто          | Господарі  | Результат             | Гості      | Турнір                | Голи | Примітки |
| ---------- | -------------- | ---------- | --------------------- | ---------- | --------------------- | ---- | -------- |
| 17/11/2010 | Клагенфурт     | Румунія    | 1 – 1                 | Італія     | товариський матч      | -    |          |
| 18-6-2012  | Познань        | Італія     | 2 – 0                 | Ірландія   | ЧЄ 2012 - 1-й етап    | -    | 63'      |
| 24-6-2012  | Київ           | Англія     | 0 – 0 д.ч. (2-4 п.п.) | Італія     | ЧЄ 2012 - чвертьфінал | -    | 78'      |
| 28-6-2012  | Варшава        | Німеччина  | 1 – 2                 | Італія     | ЧЄ 2012 - півфінал    | -    | 58'      |
| 15-8-2012  | Берн           | Англія     | 2 – 1                 | Італія     | товариський матч      | -    | 58'      |
| 7-9-2012   | Софія          | Болгарія   | 2 – 2                 | Італія     | Відбір до ЧС 2014     | -    | 64'      |
| 11-9-2012  | Модена         | Італія     | 2 – 0                 | Мальта     | Відбір до ЧС 2014     | -    | 45'      |
| 14-11-2012 | Парма          | Італія     | 1 – 2                 | Франція    | товариський матч      | -    | 73'      |
| 6-2-2013   | Амстердам      | Нідерланди | 1 – 1                 | Італія     | товариський матч      | -    | 46'      |
| 21-3-2013  | Женева         | Італія     | 2 – 2                 | Бразилія   | товариський матч      | -    | 81'      |
| 31-5-2013  | Болонья        | Італія     | 4 – 0                 | Сан-Марино | товариський матч      | -    | 48'      |
| 11-6-2013  | Ріо-де-Жанейро | Італія     | 2 – 2                 | Гаїті      | товариський матч      | -    | 53'      |
| 22-6-2013  | Салвадор       | Італія     | 2 – 4                 | Бразилія   | Кубок Конфедерацій    | -    | 70'      |
| 30-6-2013  | Салвадор       | Уругвай    | 2 – 2 д.ч. (2-3 п.п.) | Італія     | Кубок Конфедерацій    | 1    | 82'      |
| 14-8-2013  | Рим            | Італія     | 1 – 2                 | Аргентина  | товариський матч      | -    | 54'      |
| 11-10-2013 | Копенгаген     | Данія      | 2 – 2                 | Італія     | Відбір до ЧС 2014     | -    | 76'      |
| 18-11-2013 | Лондон         | Італія     | 2 – 2                 | Нігерія    | товариський матч      | -    | 53'      |
| Усього     |                | Матчів     | 17                    |            | Голів                 | 1    |          |

## Титули і досягнення
- Чемпіон Китаю: 2014
- Віце-чемпіон Європи: 2012